# Klassische Konditionierung

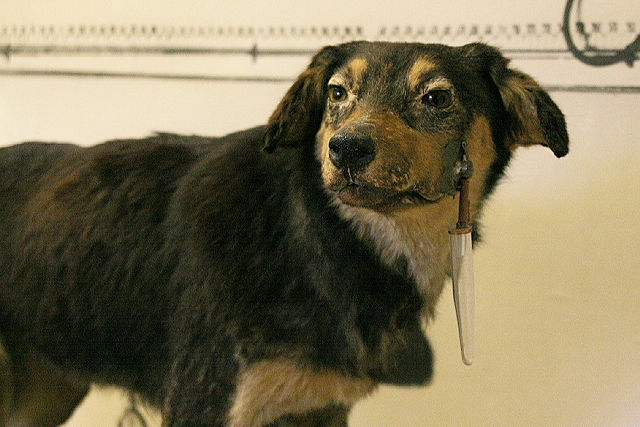
Einer der Hunde Pawlows

Klassische Konditionierung ist eine von dem russischen Physiologen Iwan Petrowitsch Pawlow begründete behavioristische Lerntheorie, die besagt, dass einer natürlichen, meist angeborenen, sogenannten unbedingten Reaktion durch Lernen eine neue, bedingte Reaktion hinzugefügt werden kann. Ein bekanntes Beispiel ist der Pawlowsche Hund: Wenn ihm Futter gereicht wurde, erklang zugleich stets ein Glockenton. Nach einigen solchen Futtergaben begann schon allein nach dem bekannten Glockenton der Speichel des Hundes zu fließen.
Die Annahmen und Techniken des klassischen Konditionierens können auch angewendet werden, um Ängste, Zwangshandlungen oder angstähnliche Symptome zu behandeln. Bekannt sind solche Techniken als Gegenkonditionierung, Aversionstherapie, systematische Desensibilisierung, Extinktion und „Flooding“.
Von der klassischen Konditionierung, die ausgelöstes Verhalten betrifft, sind die Instrumentelle und operante Konditionierung zu unterscheiden, die spontanes Verhalten betreffen.

## Begriffe
Gegeben sei ein unbedingter (auch: „unkonditionaler“) Reiz (im Hundebeispiel: das Futter im Maul des Hundes), dem als Reflex eine unbedingte (auch: „unkonditionale“) Reaktion folgt (im Hundebeispiel: stärkerer Speichelfluss). Bietet man nun im Zusammenhang mit dem unbedingten Reiz mehrfach einen bislang neutralen Reiz dar („Kopplung“, im Hundebeispiel: Glockenton), so wird dieser bis dahin neutrale Reiz zum bedingten Reiz. Dieser bedingte Reiz löst nun ebenfalls eine Reflexreaktion (die bedingte Reaktion) aus, die der unbedingten Reaktion meist sehr ähnlich ist (im Hundebeispiel: nach erfolgreichem Lernen löst der Glockenton stärkeren Speichelfluss aus).
Der neutrale (später: bedingte) Reiz darf anfangs keine spezifische Reaktion hervorrufen, er muss jedoch als diskreter Reiz wahrgenommen werden, also z. B. eine Orientierungsreaktion auslösen.
| Deutsch             | Englisch               | Kürzel   | Erklärung |
| ------------------- | ---------------------- | -------- | --- |
| Unbedingter Reiz    | Unconditioned Stimulus | US (UCS) | Reiz, der ohne vorangegangenes Lernen eine Reaktion auslöst.                                                                    |
| Unbedingte Reaktion | Unconditioned Response | UR (UCR) | Angeborene Reaktion, die durch den US ausgelöst wird.                                                                           |
| Neutraler Reiz      | Neutral Stimulus       | NS       | Reiz, der keine spezifische Reaktion nach sich zieht.                                                                           |
| Bedingter Reiz      | Conditioned Stimulus   | CS       | Ursprünglich neutraler Reiz, der aufgrund einer mehrmaligen Kopplung mit einem US eine erlernte oder bedingte Reaktion bewirkt. |
| Bedingte Reaktion   | Conditioned Response   | CR       | Erlernte Reaktion, die durch den CS ausgelöst wird.                                                                             |

| Klassische Konditionierung, kurzgefasst |                  |                                                   |                              |
| Kontrollphase                           | Vor dem Training | Neutraler Reiz (NS)                               | → Keine spezifische Reaktion |
| Kontrollphase                           | Vor dem Training | Unbedingter Reiz [US (UCS)]                       | → Unbedingte Reaktion        |
| Lernphase                               | Training         | Neutraler Reiz (NS) + Unbedingter Reiz [US (UCS)] | → Unbedingte Reaktion        |
| Lernergebnis                            | Ergebnis         | Bedingter Reiz (CS)                               | → Bedingte Reaktion          |

Angeregt wurde Pawlow durch die Reflextheorie von Iwan Michailowitsch Setschenow. Zusätzlich zur reflextheoretischen Annahme einer S-R-Assoziation stützen empirische Daten auch die Annahme einer S-S-Assoziation. Pawlow selbst wurde oft fälschlicherweise als S-R-Theoretiker bezeichnet, habe aber in seiner Reiz-Substitutionstheorie eine Assoziation zwischen CS und US angenommen.

## Beispiele

### Der Pawlowsche Hund
Das bekannteste Beispiel ist der Pawlowsche Hund, bei dem die Gabe von Futter immer mit einem Glockenton verbunden wurde. Nach mehreren Wiederholungen war schon allein auf den Glockenton hin ein Speichelfluss des Hundes zu beobachten.
Kontrollphase (vor dem Training):
- Glockenton (neutraler Reiz) führt zum Ohrenspitzen (keine spezifische Reaktion)
- Futter (unbedingter Stimulus/Reiz) führt zu Speichelfluss (unbedingte Reaktion)

Lernphase:
- mehrmalige Paarung von Glockenton (neutraler Stimulus/Reiz) + Futter (unbedingter Stimulus/Reiz) + Speicheln (unbedingte Reaktion)

Lernergebnis
- Glockenton (nun bedingter Stimulus/Reiz) führt zu Speichelfluss (bedingte Reaktion)

### Fliegeralarm
Durch ein weiteres Beispiel soll der Vorgang des klassischen Konditionierens bei menschlichem Verhalten verdeutlicht werden:
Das Fallen der Bomben im Zweiten Weltkrieg hat bei den Menschen Angst ausgelöst. Meistens jedoch ertönten vor dem Fallen der ersten Bomben Sirenen („Fliegeralarm“) mit einem spezifischen an- und abschwellenden Heulton. Bei vielen Menschen hat nach der zweiten Wiederholung des Fliegeralarms schon der Heulton Angst verursacht. „Auch in Friedenszeiten löst die Sirene bei zahlreichen Menschen Angst aus, selbst wenn es sich nur um einen Probealarm handelt.“ (Edelmann, 1996, S. 63) Beim unkonditionierten Menschen konnte der Heulton allein keine signifikante Reaktion auslösen. Erst durch die Kombination von Heulton und dem Fallen von Bomben wurde die Reaktion (die Angst) konditioniert: Weil beide Reize in einer unmittelbaren zeitlichen Abfolge zueinander gestanden hatten, wurde der Heulton mit dem Fallen der Bomben assoziiert und die unbedingte Reaktion (Angst beim Fallen von Bomben zu verspüren) wurde zu einer bedingten Reaktion (Angst schon beim Ertönen des Heultons zu verspüren). Das Modell der klassischen Konditionierung ist noch erweitert worden, nachdem festgestellt wurde, dass allein die Vorstellung des Ertönens des Fliegeralarms zu Angstzuständen führte.

## Exzitatorische und inhibitorische Konditionierung
Exzitatorische klassische Konditionierung ist die Kopplung eines vormals neutralen Reizes an einen Reiz, der angeborenes Verhalten auslöst, also sozusagen die „klassische“ klassische Konditionierung.
Beispiel: Kind hat Angst, wenn der Donner rollt; der (lautlose) Blitz kündigt den Donner an, löst also bereits Angst aus. Donner = UCS (unkonditionierter Stimulus); Blitz = CS (konditionierter Stimulus); Angst = UCR (unkonditionierte Reaktion), wird zu CR (konditionierte Reaktion).
Ein Organismus kann jedoch auch lernen, dass der bedingte Reiz an das Ausbleiben eines (exzitatorischen) unbedingten Reizes gekoppelt ist. Dann spricht man von inhibitorischer klassischer Konditionierung. Beispiel: Kind hat Angst vor Donner (UCS), nicht aber wenn die Mutter (CS) dabei ist.

## Effektive Designs
Je nachdem, wie in der Lernphase (auch: „Akquisition“) der zeitliche Zusammenhang zwischen bedingtem Reiz und unbedingtem Reiz gewählt wird, ist die Konditionierung unterschiedlich effektiv. Bei der umfangreichen Forschung wurden hauptsächlich die folgenden Interstimulus-Intervalle benutzt:
short delayed conditioning
Der bedingte Reiz wird dargeboten und kurz darauf, aber während der bedingte Reiz noch an ist, der unbedingte Reiz;
long delayed conditioning
Der bedingte Reiz wird dargeboten und einige Zeit später, aber während der bedingte Reiz noch an ist, der unbedingte Reiz. Keine scharfe Grenze zur kurzen Verzögerung, aber: je kürzer die Verzögerung, umso effektiver das Lernen;
simultaneous conditioning
Konditionierter Reiz und unkonditionierter Reiz werden gleichzeitig dargeboten, ineffektiv;
trace conditioning
Erst wird der bedingte Reiz dargeboten, anschließend der unbedingte Reiz; erfordert Reizkopplung auf der Gedächtnisspur;
backward conditioning
Der bedingte Reiz wird nach dem unbedingten Reiz dargeboten; funktioniert nur bei inhibitorischer Konditionierung.
Die Konditionierung funktioniert also in der Regel am besten, wenn der neutrale und der unbedingte Reiz kurz aufeinander folgen (Kontiguität). In manchen Fällen funktioniert die Konditionierung aber auch, wenn Stunden zwischen beiden Reizen liegen (z. B. Assoziation einer Übelkeitsreaktion mit dem Geschmack von Blaubeeren, weil man am Abend zuvor zufällig Blaubeeren gegessen hat, siehe Geschmacksaversion). Entscheidend für die Konditionierung ist jedoch die Kontiguität zwischen bedingtem Reiz und unbedingtem Reiz: Die bedingte Reaktion wird nur dann ausgebildet, wenn der bedingte Reiz einen Signalcharakter bekommt, also mit einer gewissen Wahrscheinlichkeit den unbedingten Reiz vorhersagt.
Auch die Anzahl der Wiederholungen der Kopplung von bedingtem und unbedingtem Reiz hat Auswirkungen auf den Lernprozess. „In der Regel ist also der Erwerb einer bedingten Reaktion (CR) an das wiederholte Zusammenvorkommen dieser beiden Reize gebunden. Dieses Prinzip wollen wir Bekräftigung nennen.“ (Edelmann, 2000, S. 37 f.)
Weitere Bedeutung für die Effektivität von Reizen haben ihre Neuigkeit und Salienz.
Dabei müssen unbedingte und bedingte Reaktion nicht die gleiche Phänomenologie aufweisen (wie bei Pawlows Experiment). Ein Beispiel dafür ist Schockkonditionierung beim Menschen: Die unbedingte Reaktion ist eine Schreckreaktion, verbunden mit einer Erhöhung von Herzfrequenz und Blutdruck. Testet man nach dem Training die bedingte Reaktion, dann besteht diese jedoch in einer Senkung der Herzfrequenz.
Biologische Stärke
Gelingt die Konditionierung, wird also der Reiz eines bestehenden Reiz-Reaktions-Paares (beispielsweise Summton → Kopfdrehen zur Schallquelle) auf eine andere Reaktion (z. B. Speichelfluss) „umgebogen“, so sagt man seit Pawlow, diese neue Reiz-Reaktions-Bindung habe größere biologische Stärke als die alte. Umgekehrt ist ein Reiz nicht als NS/CS für eine neue Reiz-Reaktions-Bindung geeignet, wenn er bereits zu stark an die Auslösung einer anderen Reaktion gebunden ist. Auch die Gegenkonditionierung gelingt nur, wenn der neue US stärker seine (neue, erwünschte) Reaktion auslöst, als der alte US seine (nunmehr zu löschende) Reaktion.

## Latente Hemmung
Als Latente Hemmung oder latente Inhibition (auch CS-Präexposition) bezeichnet man die Tatsache, dass ein Reiz, der zuverlässig keine ausgelöste Reaktion hervorbringt, anschließend schwerer als CS zu lernen ist als ein unbekannter Reiz. Eine abgeschwächte Fähigkeit zur latenten Inhibition wird bei Schizophrenen und kreativen Genies vermutet.
Latente Hemmung ist ein Beispiel dafür, was das Rescorla-Wagner-Modell nicht erklären kann. Lubow und Moore (1959) führten hierzu ein Experiment mit Schafen und Gänsen durch.

## Bedingte Hemmung/Inhibition
Wenn der bedingte Reiz (CS) die gleiche Reaktion hervorruft wie der unbedingte Reiz (wie in den Beispielen), spricht man von exzitatorischer Konditionierung. Gibt es einen weiteren Reiz, nach dem zuverlässig kein US folgt, wird dieser vormals neutrale Reiz zu einem hemmenden/inhibitorischen bedingten Reiz (CS-), der dafür sorgt, dass die bedingte Reaktion auf den exzitatorischen bedingten Reiz (CS+) schwächer ausfällt oder gar nicht auftritt (sogenannte bedingte Hemmung oder bedingte Inhibition). Ist der CS+ ein aversiver Reiz, kann der CS- als Sicherheitssignal aufgefasst werden. Die einfachste und effektivste Prozedur, um einen neutralen Reiz zu einem Inhibitor zu machen, ist seine simultane Präsentation mit dem CS+, jedoch ohne den US folgen zu lassen.

## Generalisierung
Zur Auslösung der konditionierten Reaktion bedarf es nicht zwingend des gleichen konditionierten Reizes. Pawlow stellte in seinen Untersuchungen fest, dass die Speichelsekretion auch durch einen Reiz ausgelöst wird, der dem Klingelzeichen ähnelte: Eine Reizgeneralisierung hatte stattgefunden. Der Hund reagierte jetzt auch nach dem Ertönen eines Gongs oder Flötentons mit einer Speichelsekretion. Die Generalisierung bzw. der Generalisierungseffekt ist ein Prozess: „[…] bei dem der Organismus auch auf Reize reagiert, die dem konditionierten Reiz ähneln; es bedarf keiner zusätzlichen Konditionierung für jeden ähnlichen Reiz.“

## Diskrimination
Diskrimination bezeichnet den Prozess, welcher der Reizgeneralisierung entgegenwirkt. Der Organismus lernt, nur auf spezifische Reize zu reagieren und diese von ähnlichen zu unterscheiden. So konnte beispielsweise Pawlows Hund lernen, nur auf spezifische Reize, wie die Töne einer Klingel, aber nicht auf andere akustische Reize mit Speichelfluss zu reagieren. Dieser Vorgang, welcher das Diskriminationslernen beschreibt, ermöglicht Lebewesen auf ähnliche Reize unterschiedlich und somit jeweils angepasster zu reagieren.

## Extinktion (Löschung)
Wird der bedingte Reiz (CS) wiederholt ohne nachfolgenden unbedingten Reiz (US) dargeboten, so wird die Reaktion (CR) immer schwächer und bleibt schließlich ganz aus: Der CS hat seinen Signalcharakter für den US verloren, diesen Vorgang bezeichnet man als Extinktion (Löschung). Wird jedoch der Vorgang mit dem bedingten Reiz (CS) zu einem späteren Zeitpunkt wiederholt, so tritt häufig erneut die bedingte Reaktion auf (sogenannte „spontane Erholung“), wenn auch in geringerer Intensität als vor der Extinktion.
Aus Pawlows Theorie folgt streng genommen, dass ein einmal gelernter Reflex niemals komplett gelöscht werden kann. Er wird durch das Ausbleiben des US lediglich schwächer. Diese Hemmung ist zunächst nicht dauerhaft, dadurch kommt es zum Phänomen der spontanen Erholung des Reflexes. Der Begriff Extinktion wurde von Pawlow selbst nie verwendet; er schrieb stets von Hemmung und Abschwächung. In der englischen Übersetzung wurde daraus extinction. Da Pawlows Werke dann aus dem Englischen ins Deutsche übersetzt wurden (statt direkt aus dem Russischen), etablierte sich der Übersetzungsfehler auch im Deutschen als Fachausdruck (Extinktion oder Löschung).
„Emotional-motivationale Reaktionen sind häufig sehr widerstandsfähig gegenüber Löschung“. In einem Beispiel geht Edelmann auf diesen Spezialfall ein: „Kinder und auch Erwachsene empfinden zuweilen auch vor relativ kleinen Hunden Angst, obwohl unangenehme Erlebnisse mit solchen Tieren überhaupt nicht mehr erinnert werden können.“

## Gegenkonditionierung
Wurde ein bedingter Reiz (CS) erlernt, sodass er zuverlässig eine bedingte Reaktion (CR1) auslöst, soll diese Assoziation in der Gegenkonditionierung wieder gelöst werden. Dazu paart man nun den CS mit einem neuen unbedingten Reiz, der eine zur CR1 gegengerichtete Reaktion CR2 auslöst. War also die CR1 aversiv, ist die CR2 appetitiv und umgekehrt. Hat z. B. eine Ratte einen Ton (CS) als Prädiktor für Stromreize (US1) erlernt, sodass der Ton alleine bereits eine Angstreaktion (CR1) auslöst, wird in der Gegenkonditionierung der Ton solange mit einem appetitiven Reiz (US2, z. B. Futtergabe) gepaart, bis der Ton die Angstreaktion nicht mehr auslöst. Zur Anwendung der Gegenkonditionierung in der Psychotherapie siehe Gegenkonditionierung.

## Konditionierung zweiter Ordnung
Wird ein neutraler Reiz mit einem unbedingten Reiz gepaart, spricht man von Konditionierung erster Ordnung. Die Konditionierung zweiter Ordnung wird auf einer bereits erlernten Reiz-Reaktions-Verknüpfung aufgebaut, das heißt, dass nun ein neutraler Reiz mit einem bedingten Reiz verknüpft wird, der eine bedingte Reaktion auslöst. Sie gelingt nur, wenn der zweite CS biologisch schwächer ist als der erste CS. Pawlow konditionierte zunächst das Ticken eines Metronoms als CS für Futter (Konditionierung erster Ordnung). Dann paarte er das Metronom mit dem Anblick eines schwarzen Quadrats (Konditionierung zweiter Ordnung). Nach dieser Lernphase löste das schwarze Quadrat Speichelfluss aus, obwohl es nie mit dem Futter gepaart worden war.

## Pseudokonditionierung
Erzeugt der US eine allgemeine, unspezifische Erhöhung der Reaktionsbereitschaft, sodass die Reaktion auf den CS auf dieser Erregung und nicht auf Lernen beruht, spricht man von „Pseudokonditionierung“. Um sicherzustellen, dass die in der Experimentalgruppe beobachteten Lerneffekte nicht auf Pseudokonditionierung beruhen, wird einer Kontrollgruppe die gleiche Menge und die gleiche Verteilung von CS und US präsentiert, jedoch ohne zeitlichen Zusammenhang. Zwei gebräuchliche Kontrollprozeduren sind 1. zufällige und 2. explizit ungepaarte Darbietung von CS und US.

## Blocking Effect
Wird in einer ersten Lernphase der Reiz A als bedingter Reiz konditioniert und anschließend versucht, die Kombination von Reiz A und einem weiteren Reiz B in einer zweiten Lernphase ebenfalls als bedingten Reiz zu konditionieren, kann danach Reiz B allein die bedingte Reaktion nicht auslösen (Kamin, 1968). Die in Lernphase 1 erworbene Assoziation zwischen Reiz A und unbedingter Reaktion „blockiert“ in Lernphase 2 das Ausbilden einer Assoziation zwischen Reiz B und dem unbedingten Reiz. Dass nach Phase 2 die bedingte Reaktion von der Reizkombination A + B ausgelöst wird, liegt offenbar an Reiz A alleine. Der blocking effect widerlegt die Annahme, dass Kontiguität das entscheidende Kriterium zur Ausbildung einer Assoziation zwischen zwei Reizen ist, denn die Kontiguität zwischen Reiz B und dem unbedingten Reiz war in Lernphase 2 perfekt gegeben. Diese Entdeckung führte zur Entwicklung des Rescorla-Wagner-Modells, welches besagt, dass der Neuigkeitswert und die Salienz des bedingten Reizes darüber entscheiden, wie stark er das Verhalten beeinflusst.